# Helia
Helia er et post-hardcore-band fra Rimini, Emilia-Romagna, Italien grundlagt i 2007.

## Historie
Deres første EP Delorean blev udgivet i 2007. I 2009 udgav de deres første album, Shivers. I 2011 udgav de deres anden EP, med titlen 2036. De har deres inspiration fra andre bands såsom Asking Alexandria, Enter Shikari og We Butter the Bread with Butter.

## Diskografi
- 2007: Delorean (EP)
- 2009: Shivers (Wynona/Cargo Records)
- 2011: 2036 (EP)
- 2014: The Great Divide (inVogue Records)